# Церква Собору архістратига Михаїла (Вишеньки)
Церква Собору архістратига Михаїла у Вишеньках — парафія і храм греко-католицької громади Зарваницького деканату Тернопільсько-Зборівської архієпархії Української греко-католицької церкви в селі Вишеньки Тернопільського району Тернопільської области.

## Історія церкви
Парафія була утворена у 1994 році. Того ж року розпочалося будівництво храму, яке завершилося у 1997 році завдяки пожертвам парафіян. У 1997 році художник Василь Бронецький виконав розпис церкви. Примітно, що іконостас у храмі відсутній.
У листопаді 1997 року церкву освятив владика Михаїл Сабрига. З моменту свого заснування у 1994 році парафія належить до УГКЦ. 19 травня 2013 року з єпископською візитацією парафію відвідав архиєпископ і митрополит Василій Семенюк.

## Парохи
- о. Ігор Чибрас (1994—1997),
- о. Олег Шумелда (1997—1999),
- о. Степан Галай (1999—2009),
- о. Віталій Бухта (з 2009).